# Catoblemma biangulata
Catoblemma biangulata är en fjärilsart som beskrevs av Alfred Ernest Wileman. Catoblemma biangulata ingår i släktet Catoblemma och familjen nattflyn. Inga underarter finns listade i Catalogue of Life.